# Lagleygeolle
Lagleygeolle (La Gleisòla en occitan, prononcé la gleÿjole dans la variante locale de l'occitan, et qui signifie « la petite église », le village disposant d'une église datant du XIIe siècle) est une commune française située dans le département de la Corrèze en région Nouvelle-Aquitaine.

## Géographie
Commune située dans le Massif central. Le Maumont, affluent de la Sourdoire y prend sa source.

### Communes limitrophes
Les communes limitrophes sont  Beynat, Collonges-la-Rouge, Lanteuil, Le Pescher, Meyssac, Noailhac, Saint-Bazile-de-Meyssac et Sérilhac.

### Climat
Pour des articles plus généraux, voir Climat de la Nouvelle-Aquitaine et Climat de la Corrèze.
Historiquement, la commune est dans une zone de transition entre les climats océaniques aquitain et montagnard.
En 2020, Météo-France publie une typologie des climats de la France métropolitaine dans laquelle la commune est dans une zone de transition entre le climat océanique altéré et le climat de montagne et est dans la région climatique  Ouest et nord-ouest du Massif Central, caractérisée par une pluviométrie annuelle de 900 à 1 500 mm, maximale en automne et en hiver.
Pour la période 1971-2000, la température annuelle moyenne est de 11,6 °C, avec  une amplitude thermique annuelle de 15,2 °C. Le cumul annuel moyen de précipitations est de 1 235 mm, avec 12,4 jours de précipitations en janvier et 7,5 jours en juillet. Pour la période 1991-2020, la température moyenne annuelle observée sur la station météorologique la plus proche, située sur la commune de Brive-la-Gaillarde à 16 km à vol d'oiseau, est de 12,9 °C et le cumul annuel moyen de précipitations est de 903,9 mm,. Pour l'avenir, les paramètres climatiques de la commune estimés pour 2050 selon différents scénarios d’émission de gaz à effet de serre sont consultables sur un site dédié publié par Météo-France en novembre 2022.

## Urbanisme

### Typologie
Au 1er janvier 2024, Lagleygeolle est catégorisée commune rurale à habitat très dispersé, selon la nouvelle grille communale de densité à 7 niveaux définie par l'Insee en 2022.
Elle est située hors unité urbaine. Par ailleurs la commune fait partie de l'aire d'attraction de Brive-la-Gaillarde, dont elle est une commune de la couronne,. Cette aire, qui regroupe 80 communes, est catégorisée dans les aires de 50 000 à moins de 200 000 habitants,.

### Occupation des sols
L'occupation des sols de la commune, telle qu'elle ressort de la base de données européenne d’occupation biophysique des sols Corine Land Cover (CLC), est marquée par l'importance des forêts et milieux semi-naturels (52,9 % en 2018), en diminution par rapport à 1990 (55,2 %). La répartition détaillée en 2018 est la suivante : 
forêts (52,9 %), prairies (46,9 %), zones agricoles hétérogènes (0,2 %).
L'évolution de l’occupation des sols de la commune et de ses infrastructures peut être observée sur les différentes représentations cartographiques du territoire : la carte de Cassini (XVIIIe siècle), la carte d'état-major (1820-1866) et les cartes ou photos aériennes de l'IGN pour la période actuelle (1950 à aujourd'hui).

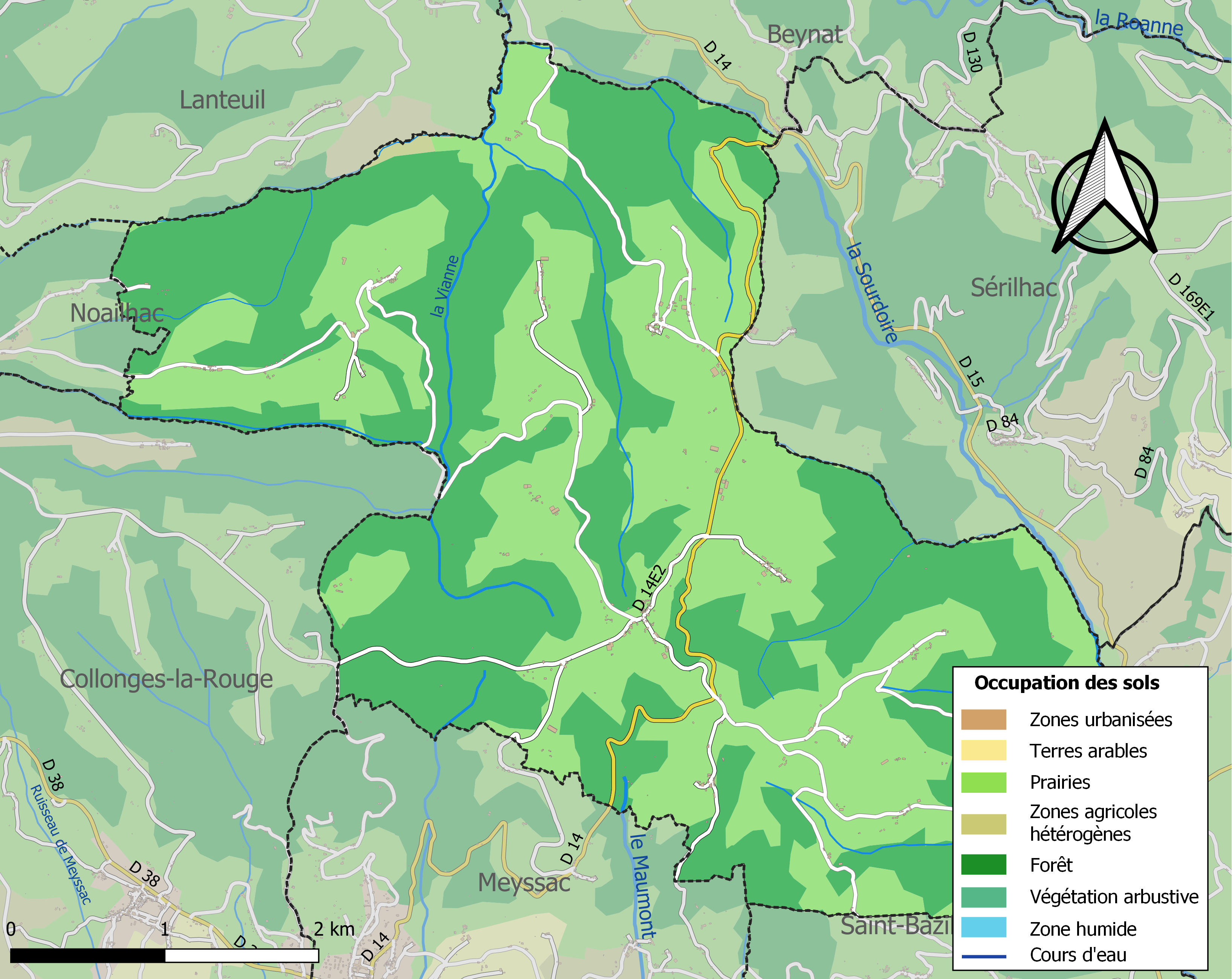
Carte des infrastructures et de l'occupation des sols de la commune en 2018 (CLC).

### Risques majeurs
Le territoire de la commune de Lagleygeolle est vulnérable à différents aléas naturels : météorologiques (tempête, orage, neige, grand froid, canicule ou sécheresse), inondations, feux de forêts, mouvements de terrains et séisme (sismicité très faible). Il est également exposé à un risque particulier : le risque de radon. Un site publié par le BRGM permet d'évaluer simplement et rapidement les risques d'un bien localisé soit par son adresse soit par le numéro de sa parcelle.

#### Risques naturels
Certaines parties du territoire communal sont susceptibles d’être affectées par le risque d’inondation par débordement de cours d'eau, notamment la Sourdoire et le Maumont,.

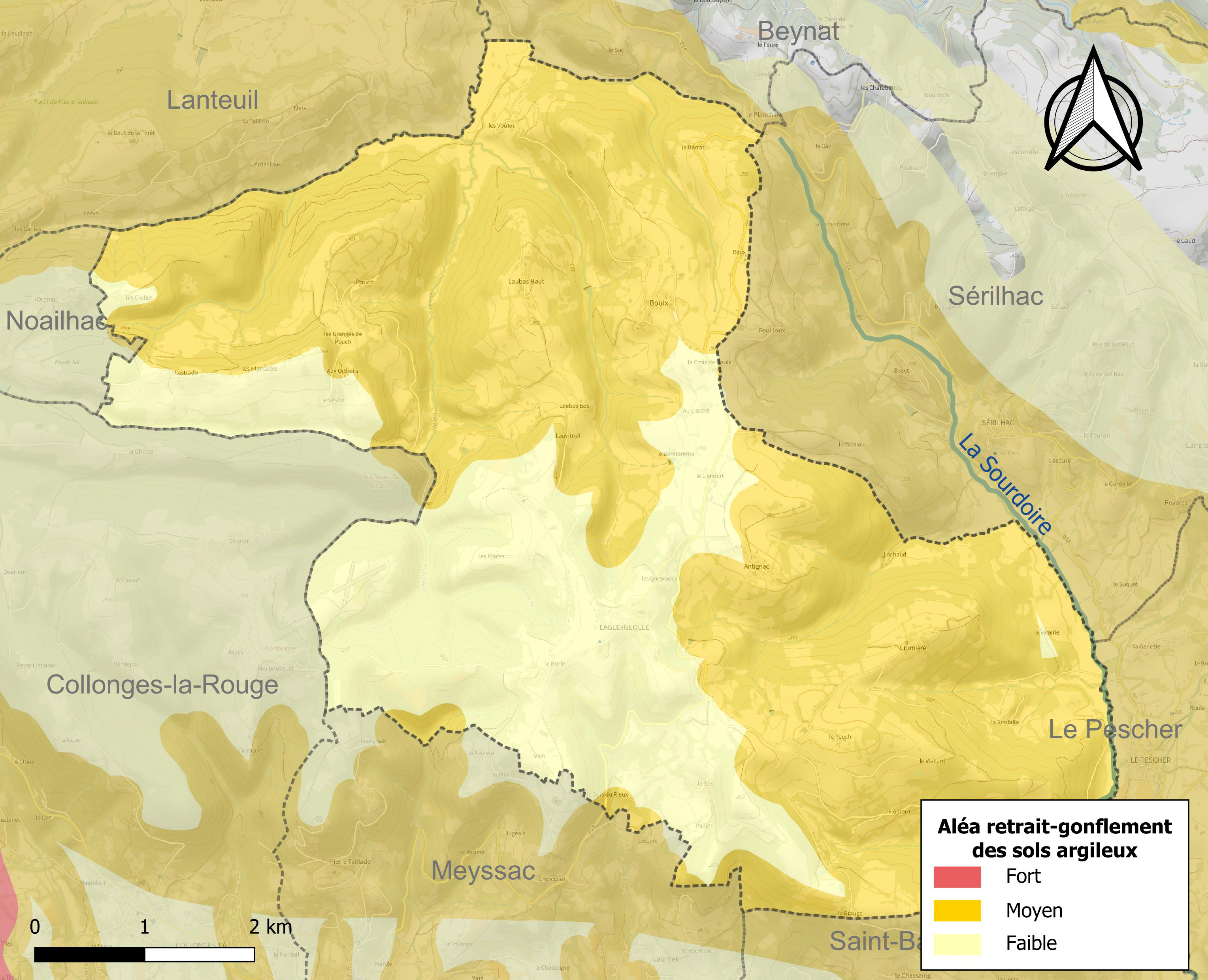
Carte des zones d'aléa retrait-gonflement des sols argileux de Lagleygeolle.

La commune est vulnérable au risque de mouvements de terrains constitué principalement du retrait-gonflement des sols argileux. Cet aléa est susceptible d'engendrer des dommages importants aux bâtiments en cas d’alternance de périodes de sécheresse et de pluie. 70,9 % de la superficie communale est en aléa moyen ou fort (26,8 % au niveau départemental et 48,5 % au niveau national). Sur les 157 bâtiments dénombrés sur la commune en 2019, 82 sont en aléa moyen ou fort, soit 52 %, à comparer aux 36 % au niveau départemental et 54 % au niveau national. Une cartographie de l'exposition du territoire national au retrait gonflement des sols argileux est disponible sur le site du BRGM,.
Concernant les feux de forêt, aucun plan de prévention des risques incendie de forêt (PPRIF) n’a été établi en Corrèze, néanmoins le code de l’urbanisme impose la prise en compte des risques dans les documents d’urbanisme. Le périmètre des servitudes d'utilité publique et des zones d'obligation légale de débroussaillement pour les particuliers est quant à lui défini pour la commune dans une carte dédiée.

#### Risque particulier
Dans plusieurs parties du territoire national, le radon, accumulé dans certains logements ou autres locaux, peut constituer une source significative d’exposition de la population aux rayonnements ionisants. Certaines communes du département sont concernées par le risque radon à un niveau plus ou moins élevé. Selon la classification de 2018, la commune de Lagleygeolle est classée en zone 3, à savoir zone à potentiel radon significatif.

## Politique et administration

### Liste des maires
| Période   | Période   | Identité       | Étiquette | Qualité           |
| --------- | --------- | -------------- | --------- | ----------------- |
| mars 2001 | mars 2014 | Daniel Germane |           |                   |
| mars 2014 | mai 2020  | Max Claval     | DVG       | Chef d'entreprise |
| mai 2020  | En cours  | Laurent Bressy |           |                   |

## Population et société

### Démographie
| 1876 | 1881 | 1886 | 1891 | 1896 | 1901 | 1906 | 1911 | 1921 |
| ---- | ---- | ---- | ---- | ---- | ---- | ---- | ---- | ---- |
| 796  | 767  | 747  | 689  | 687  | 637  | 635  | 577  | 460  |

| 1926 | 1931 | 1936 | 1946 | 1954 | 1962 | 1968 | 1975 | 1982 |
| ---- | ---- | ---- | ---- | ---- | ---- | ---- | ---- | ---- |
| 428  | 421  | 417  | 387  | 338  | 321  | 323  | 300  | 255  |

| 1990 | 1999 | 2006 | 2007 | 2012 | 2017 | 2022 | - | - |
| ---- | ---- | ---- | ---- | ---- | ---- | ---- | - | - |
| 257  | 234  | 236  | 236  | 215  | 220  | 224  | - | - |

### Enseignement
Lagleygeolle dépend de l'académie de Limoges. Les élèves de la commune commencent leur scolarité à l'école primaire de 
Lagleygeolle. Cette dernière accueille 20 enfants.

### Santé
Les hôpitaux les plus proches se situent à Brive-la-Gaillarde et Tulle.

## Culture locale et patrimoine

### Lieux et monuments
- L'église de la Nativité-de-Notre-Dame de Lagleygeolle : une association de sauvegarde et restauration a été fondée par des habitants de la commune, pour valoriser le patrimoine[27] ;
- La chaise du diable.

### Personnalités liées à la commune
- Claude Duneton, romancier et philologue, est l’auteur d'un vaste "roman vrai" reconstituant la vie de Lagleygeolle, village natal de son père, pendant la Première Guerre mondiale : Le Monument. Roman vrai, 2004.

### Héraldique
| Blason de Lagleygeolle | Blason  | De sable au lion d'argent armé, lampassé et couronné d'or. |
| Blason de Lagleygeolle | Détails | Le statut officiel du blason reste à déterminer.           |